# Arachnis perotensis
Arachnis perotensis là một loài bướm đêm thuộc phân họ Arctiinae, họ Erebidae.